# Salo Flohr

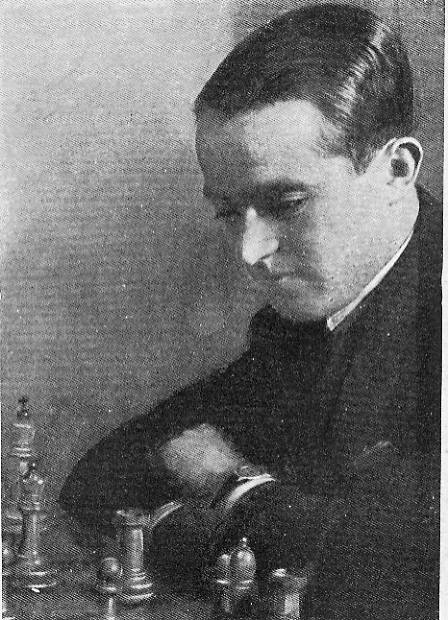
Salo Flohr

Salomon Michailovitsj (Salo) Flohr (Russisch: Саломон Михайлович (Сало) Флор) (Horodenka (Galicië, Oostenrijk-Hongarije), 21 november 1908 - Moskou, 18 juli 1983) was een Tsjecho-Slowaakse schaker die later voor de Sovjet-Unie uitkwam.

## Biografie
In een pogrom in de Eerste Wereldoorlog werd een groot deel van Flohrs familie uitgemoord. Op latere leeftijd vertrok hij naar Tsjecho-Slowakije waar hij in 1937 Aljechin uitdaagde voor een match om het wereldkampioenschap.
De voorbereidingen waren bijna getroffen toen Adolf Hitler de Sudeten-Duitsers “te hulp kwam” en een deel van het land bezette. Flohr was een Jood en gezien de ervaringen tijdens de Eerste Wereldoorlog verhuisde Flohr op stel en sprong naar de Sovjet-Unie. Hier speelde hij een belangrijke rol in het jeugdschaak.
In 1950 werd hij grootmeester FIDE. Flohr was geen agressief speler; zijn partijen zijn niet spannend en ze mondden vaak uit in remises; hij wordt dan ook wel 'De Remisekoning' genoemd.
In december 1963 maakte Flohr samen met Michail Botwinnik een vierweekse tournee door Nederland. Tijdens deze tournee speelden Botwinnik en Flohr enkele simultaanseances in diverse steden in Nederland, namen zij deel aan diverse schaakmanifestaties en speelden zij demonstratiewedstrijden tegen een aantal bekende Nederlandse schakers. De tournee ving aan met de GAK-zeskamp, waarin Flohr op de tweede plek eindigde.

## Openingstheorie
|   | Flohrvariant in het Siciliaans |    |    |    |    |    |    |    |
| 8 | rd                             |    | bd |    | kd | bd | nd | rd |
| 7 | pd                             | pd | qd | pd | pd | pd | pd | pd |
| 6 |                                |    | nd |    |    |    |    |    |
| 5 |                                |    |    |    |    |    |    |    |
| 4 |                                |    |    | nl | pl |    |    |    |
| 3 |                                |    |    |    |    |    |    |    |
| 2 | pl                             | pl | pl |    |    | pl | pl | pl |
| 1 | rl                             | nl | bl | ql | kl | bl |    | rl |
|   | a                              | b  | c  | d  | e  | f  | g  | h  |

Flohr heeft een tiental varianten op zijn naam staan. De Flohrvariant in de Siciliaanse opening luidt: 1.e4 c5 2.Pf3 Pc6 3.d4 cxd4 4.Pxd4 Dc7
Flohr opende bijna altijd met 1.d4 waarna vaak het geweigerd damegambiet ontstond, of er kwam een Indische verdediging op het bord. Speelde hij met zwart dan had hij de voorkeur voor de Caro Kann-opening.